# PCC-car in Brooklyn
Brooklyn & Queens Transit (B&QT) was het eerste trambedrijf in de Verenigde Staten dat een PCC-serie in dienst stelde. Uiteindelijk telde de serie 100 trams waarbij één uniek exemplaar: een aluminium PCC.

## Voorgeschiedenis
Het tramnet in Brooklyn in 1930 was 480 kilometer groot en er deden zeker 1800 trams dienst. Van deze 1800 waren er slechts 525 nieuw: de vijf tot zes jaar oude Peter Witt Cars uit de serie 8000. In 1931 werden nogmaals 100 van deze wagens afgeleverd aangevuld in 1936 met de 100 nieuwe PCC’s. 

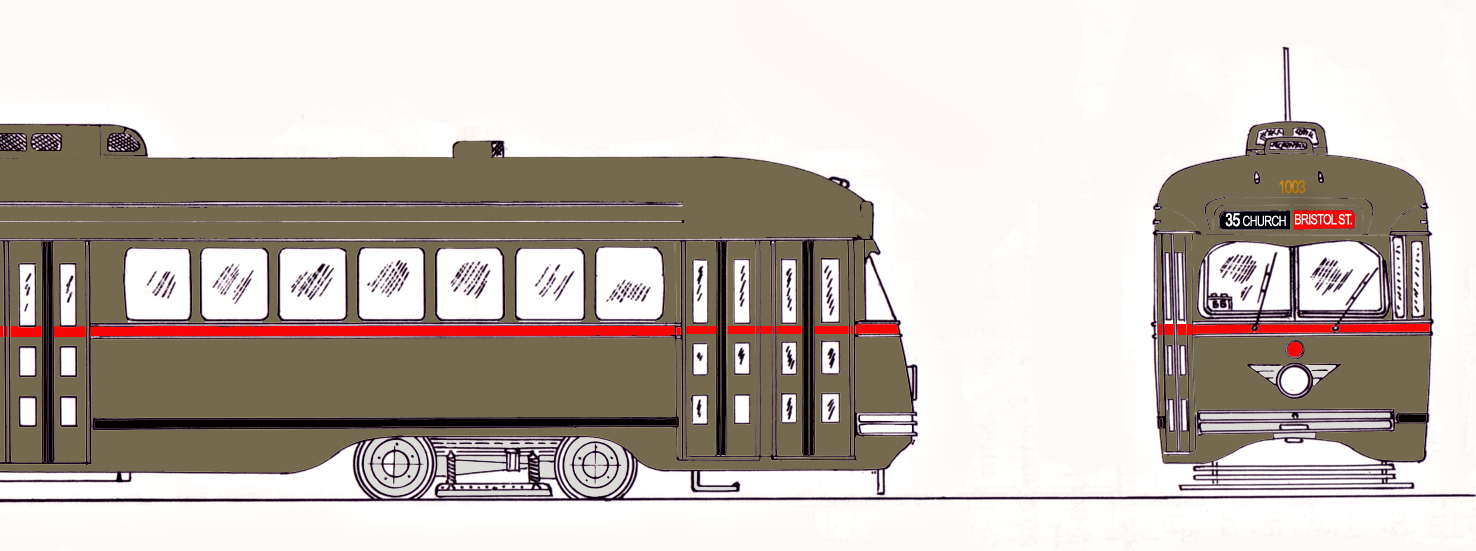
Allereerste kleurenschema van de PCC-cars in Brooklyn

Gedurende de jaren 1920 bestond het grootste gedeelte van het trammateriaal in Brooklyn uit vierassige "convertible" wagens. Dit waren wagens die zomers van een gedeelte van hun zijraampanelen konden worden ontdaan zodat een halfopen tram ontstond. 
In het midden van de jaren 1920, toen de trambedrijven hevige concurrentie ondergingen van het opkomende privévervoer, stapten men over op de toentertijd hoogst moderne Peter Witt Cars die met eenmansbediening hun dienst konden uitvoeren. De trambestuurder inde daarbij de ritprijs bij het instappen door middel van een eenvoudig muntjessysteem. Daarmee kon de conducteur vervallen. Uiteindelijk deden in Brooklyn 725 van deze wagens dienst.
In 1936 beleefde Brooklyn de wereldprimeur van de PCC-car. Het was de eerste stad die deze trams in dienst stelde. Uiteindelijk werd de serie slechts 100 wagens groot terwijl er vele plannen circuleerden zeker 500 wagens te willen aanschaffen.
Midden jaren 1930 voerde de toenmalige burgemeester van New York, Fiorello LaGuardia, een persoonlijke kruistocht tegen trams in New York in het algemeen. Een van zijn beschermelingen was de stadsplanner Robert Moses die zich tot hoogste taak gesteld had in New York een gigantisch autosnelwegsysteem te ontwerpen en te bouwen. De infrastructuur van het openbaar vervoer werd daardoor onderbroken en tenietgedaan omdat grote, hoog boven de grond gebouwde in- en uitvalswegen belangrijke straten onderbraken waar na afloop van de werkzaamheden geen geld meer werd uitgegeven voor het herstel van de onderbroken tramlijnen.
Gedurende de Tweede Wereldoorlog gold er een verbod op het opheffen van tramlijnen in de Verenigde Staten. Door de oorlogsinspanningen moest elk materiaal gespaard blijven en was het vervangen van tram- door buslijnen daardoor onmogelijk.
Er deden bijna 40 tramlijnen dienst die vanuit zeven remises - in Brooklyn ‘depots’ genoemd - opereerden.  Een aantal tramlijnen kwamen tot in Queens, een van de andere ‘boroughs’ van New York. De ‘trolley’ was zo populair dat het plaatselijke National League baseball team de ‘Brooklyn Trolley Dodgers’ heette.
Na de Tweede Wereldoorlog raakte de opheffingsgolf van tramlijnen in een stroomversnelling en verdwenen er ieder jaar lijnen die soms, soms ook niet, door buslijnen werden vervangen. Enkele tramlijnen waar de bovenleiding nog in technische goede staat was, werden omgebouwd tot trolleybuslijn waarmee het elektrisch bovengrondse openbaar vervoer nog een tiental jaren werd gerekt.
In 1951 waren in Brooklyn nog drie lange tramlijnen over die geheel door de 100 PCC-cars konden worden bediend. Dit waren de McDonald Avenue (50), de Coney Island Avenue (68) en de Church Street (35) tramlijnen. In 1956 werden al deze tramlijnen opgeheven. De trolleybus hield het nog tot 1960 vol.

## DePCC-car
Het trambedrijf in Brooklyn was traditioneel een bedrijf dat het experiment niet schuwde. Innovaties die getest werden door de ‘Electric Railway Presidents’ Conference Committee’ gedurende de jaren 1930 resulteerde in de productie van twee motorwagens (Pre-PCC). Deze wagens, genummerd 5200 en 5300, deden kort in Chicago en Cleveland dienst waarna zij voor een langere testperiode in 1934 in Brooklyn kamen. Ze deden beide dienst op de lange Flatbush Avenue lijn (41).
Het was daarom geen verrassing dat Brooklyn de eerste was die PCC-cars in een seriebestelling plaatsten. In 1935 werd één aluminium product (nummer 1000) besteld bij de Clark Equipment Company en 99 (gewone stalen, 1001 - 1099 genummerd) PCC-cars bij St. Louis Car Co.. In 1936 werden deze wagens afgeleverd en ze werden tijdens een grote feestelijke parade op 1 oktober van dat jaar in dienst gesteld. De oorspronkelijke kleurstelling was leverkleurig met een rode band onder de raampartij.
De toenmalige burgemeester van New York, Fiorello LaGuardia, uitte zich in de openingstoespraak uiterst lyrisch over deze vooruitgang.
De trams werden gefinancierd door de ‘ Brooklyn Trust Company’ die bepaalde dat de trams, indien zij niet in dienst waren, in een overdekte remise moesten worden opgesteld. Daarom kwamen de trams in het ‘9th Avenue Car House’ terecht. B&QT had het liefst de trams op de drukke Flatbush Avenue lijn in dienst willen nemen maar dat zou een zo grote oneconomische hoeveelheid lege ritten naar de bewuste remise opleveren dat daar vanaf werd gezien.
In plaats van op lijn 41 werden de PCC-rijtuigen in dienst gesteld op de lijnen 28-Erie Basin, 67-Seventh Avenue, 68-Smith St. - Coney Island en 69-Mc Donald - Vanderbilt. De lijnen 28, 67 en 69 reden over Brooklyn Bridge naar een eindpunt op Manhattan bij Park Row en het stadhuis van New York (de New York City Hall).
Grotendeels door het enorme succes van de PCC in Brooklyn stond de ‘Reconstruction Finance Company’ (RFC) welwillend tegenover de bestelling van nog 500 PCC-cars extra. De RFC zag toe op het adequaat gebruiken van overheidsgeld voor werkgelegenheidsprojecten die nodig waren in de crisistijd van de jaren 1930. 
Juist de man die een jaar eerder zo lyrisch de PCC had toegejuicht besloot nu per maatregel van openbaar bestuur dat er geen moderniseringen, investeringen in trams, tramlijnen en andere daaromheen noodzakelijke faciliteiten meer zouden worden gedaan en gestreefd werd naar de afschaffing van de tram in New York en de totale vervanging ervan door bussen. Was getekend Fiorello LaGuardia.
Deze afbraakopdracht werd alleen door het uitbreken van de Tweede Wereldoorlog onderbroken omdat de federale overheid voor de gehele VS besloot dat geen enkele trambedrijf mocht worden opgeheven.
In 1940 verloor lijn 28 haar PCC-cars en konden deze allemaal op de lijnen 67 - 69 worden ingezet. In 1944 werden op Park Row nog investeringen gedaan om het uiterst drukke tramverkeer over Brooklyn Bridge te verbeteren en kwam daar een zevensporige eindpuntlus.
Toen Fiorello LaGuardia na de Tweede Wereldoorlog weer zijn besluit van voor de oorlog kon gaan uitvoeren, werd dit ook met de hoogst mogelijke snelheid ter hand genomen. Alleen het tempo van de beschikbaarheid van nieuwe bussen bepaalde hoelang er in New York nog trams zouden rijden.
In 1946 werd het gedeelte van lijn 68 door Smith Street door grootschalige infrastructurele werken opgeheven en nadien bleef deze lijn alleen nog zuidelijk van Bartel-Pritchard Square naar Coney Island dienstdoen. In 1950 adverteerde B&QT met 15 PCC-cars in de vakbladen, bood ze te koop aan en nam ze uit dienst. Er werd echter geen koper voor gevonden en de trams werden weer in dienst gesteld. 
In datzelfde jaar werd lijn 69 in twee delen gesplitst: alleen het zuidelijkste gedeelte over Coney Island Avenue bleef als tramlijn bestaan (en kreeg het nummer 50), de rest van de lijn werd buslijn. Lijn 50 was toch nog bijna 18 kilometer lang.
Toen in 1951 lijn 67 werd opgeheven eindigde ook het tijdperk van tramlijnen over Brooklyn Bridge en werd een nieuwe tramlijn 35 (een combinatie van lijn 8-Church Avenue en 13-Gravesend - Church) gevormd die PCC-cars in dienst kreeg. Alleen omdat de financier had bepaald dat de PCC-wagens minstens 20 jaar in dienst moesten zijn (de gemiddelde afschrijvingstermijn) hielden deze drie tramlijnen het tot 1956 vol.
In 2006 zijn in Brooklyn nog dezelfde lijnen in dienst, nu echter als buslijnen. Al deze lijnen rijden nog steeds over het grootste gedeelte van de route die de tramlijnen reden en rijden in dusdanige hoge frequenties dat zij het vervoer nauwelijks aankunnen en vanzelfsprekend enorm veel meer milieuvervuiling veroorzaken dan een exploitatie met tramlijnen.
- Lijn B35 - East Flatbush - Sunset Park (over Church Avenue en 39th Street) heeft een 7 minuten-dienst;
- Lijn B67 - Kensington - Downtown Brooklyn (over Mc Donald Avenue, ex. lijn 50);
- Lijn B68 - Coney Island - Brighton Beach Avenues (over Coney Island Avenue naar Bartel-Pritchard Sq.) heeft een 6 minutendienst;
- Lijn B69 - Park Slope - Downtown Brooklyn (over Vanderbilt Avenue).

De ' B' voor het nummer duidt op het feit dat het een buslijn in Brooklyn is.

## Bron
- New York City Trolley's in Color; Volkmer, William D., MornigSunBooks, 2002, ISBN 1-58248-081-8\